# Эллада (фрегат)
Эллада (греч. Ελλάς (Φρεγάτα) — 64-пушечный фрегат. Заложен в 1824 году на американской верфи Leroy, Bayard & Co в Нью-Йорке. С 1827 года флагманский корабль флота революционной Греции. Участвовал в сражениях последних двух лет Освободительной войны Греции 1821—1829 годов. Более всего известен финансовым скандалом при его постройке и своим бесславным концом в ходе антиправительственного мятежа 1831 года.

## Предыстория
Скандал со строительством фрегатов был одним из первых крупных финансовых скандалов новейшей истории греческого государства и напрямую связан с расхищением английского займа 1824 года.
Продолжающаяся освободительная война требовала усиления флота и английским филэллином капитаном Франком Хэстингсом было предложено строительство парового военного флота, в то время как командующий объединённым флотом греческих островов Миаулис Андреас-Вокос настойчиво просил усиления флота..
Так было принято решение потратить на строительство флота второй лондонский заём..
24 августа 1824 года филэллинский комитет Лондона, дождавшийся решения греческого правительства, начал переговоры о приобретении ряда боевых кораблей. Среди прочих связались и с W. Bayard — председателем филэллинского комитета Нью-Йорка и управляющего судостроительным концерном Leroy, Bayard and Co. Для заключения контракта в Нью-Йорк был послан французский филэллин Lallemand, который был офицером кавалерии, и которому было назначено месячное вознаграждение в 120 золотых фунтов.
В итоге было принято решение построить два 60-пушечных фрегата и 6 кораблей поменьше, в течение 6 месяцев на общую сумму 155 000 фунтов. Lallemand обналичил чек в 120000 фунтов, но поддался, предположительно по неопытности, на уговоры судостроителей строить корабли не по согласованной конечной цене, а по отчётной стоимости.
15 июня лондонский комитет, который управлял частью займа, ратифицировал заказ на строительство двух фрегатов, дав им имена «Элпис» (греч. Ελπίς — «Надежда») и «Сотир» (греч. Σωτήρ — «Спаситель»).
Сразу же концерн незаконно передал строительство своим подрядчикам, после чего информировал греческое правительство, что корабли не будут сданы ранее ноября 1825 года, перенеся затем и эту дату на конец марта 1826 года.
 Позднее концерн потребовал для продолжения строительства ещё 50 000 фунтов.

## Контоставлос

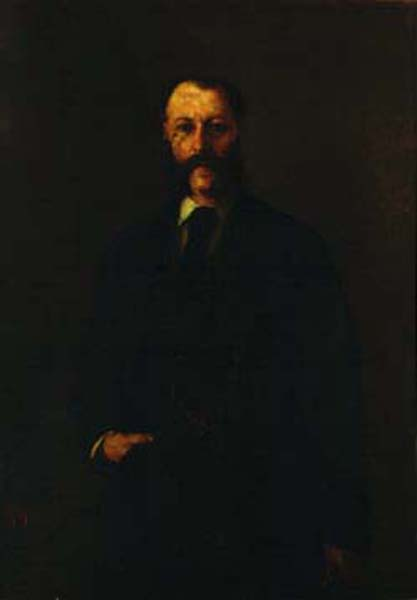
Александрос Контоставлос. Портрет кисти Г. Яковидиса.

Греческое правительство, исчерпавшее денежные фонды, решило послать в Нью-Йорк коммерсанта Александроса Контоставлоса. На встрече с представителями Bayard Контоставлос получил требования, согласно которым Греция должна была выплатить для окончания строительства одного фрегата 396 090 долларов. Более того, американцы начали шантажировать Контоставлоса, ссылаясь на третий параграф закона, принятого 20 апреля 1818 года, согласно которому если кто-либо заказывал в США судно, которое в будущем могло быть использовано против государства, с которым США находится в мире, то он (заказчик) подвергался штрафу и ему угрожало тюремное заключение сроком до 3 лет. Строители потребовали дополнительно 50 000 фунтов, угрожая в противном случае конфискацией кораблей правительством или продажей их с аукциона. Контоставлос обратился к местным юристам, но не нашёл поддержки, после чего, имея на руках рекомендательное письмо Адамантиоса Кораиса, вышел на конгрессмена Эверета. Эверет не только проявил интерес к делу, но и устроил встречу с президентом США Джоном Адамсом.
После вмешательства Президента Конгресс решил купить один из фрегатов, чтобы судостроители разрешили отбытие другого. Однако судостроители снова стали создавать проблемы. Контоставлос был вынужден обратиться в арбитражный суд. Иск был принят судом 23 июня 1826 года, одновременно Контоставлос попросил у морского министра США ускорить покупку одного фрегата.
Последовавшее судебное решение было не в пользу греческого правительства, фактически оправдав действия судостроителей, однако сумма требований была снижена с 396 090 до 156 859 долларов. Необъективность суда и его председателя J. Pratt была настолько очевидна, что местные газеты, и, в частности, «Нью-Йорк Таймс», протестуя против решения, иронично называли его «американским Соломоном».
Один из двух фрегатов — «Элпис», в дальнейшем «Эллада» — ушёл в Грецию, второй был куплен американским правительством и получил имя «Хоуп» (англ. Hope, «Надежда»). Тема была освещена юристами греческой стороны в опубликованном докладе, озаглавленном «An examination of the controversy between the Greek Deputies and two mercantile Houses of New York, together with a Review of the publications on the subject, etc: etc 1827».

## Оценки современников
Касаясь этого скандала, британский филэллин Томас Гордон (филэллин), участник Освободительной войны Греции и впоследствии историк, заметил, что на западном берегу Атлантики эллины встретили более бесчестное отношение от некоторых, что выдавали себя за их друзей, Андреас Андреадис писал, что «судьба революции была бы другой, если бы к английским скандалам не были бы добавлены и события в Америке», шотландец Финлей, Джордж в своём историческом труде считает, что Греция более всего пострадала от тех, что именовали себя филэллинами в Англии и Америке. А американский филэллин и участник войны Самуэлем Хауи считал, что 450 000 долларов из 750 000 были «съедены» американскими гражданами.

## Выход в море и мятеж
Решив и проблему с выдачей гарантии на сумму в 600 000 талеров, фрегат вышел из Нью-Йорка и взял курс на Грецию. Командование принял Ф. Грегори. Экипаж из-за нехватки денег состоял всего из 150 человек, что стало причиной конфликта между Контоставлосом и капитаном. В море экипаж взбунтовался из-за невыдачи спиртного. Фрегат прибыл в Нафплион в декабре 1826, Контоставлос отбыл отчитаться перед правительством на остров Эгина. Во время его отсутствия случился новый мятеж экипажа, на этот раз целью мятежников был угон фрегата и продажа его египтянам Ибрагима.
Мятеж был подавлен поднявшимися на борт 30 греческими солдатами, после чего командование фрегатом принял Миаулис. На Эгине правительство поблагодарило Констоставлоса за его работу и выделило ему 400 фунтов в счёт издержек за время пребывания в США.

## Флагман
Фрегат, переименованный в «Элладу», стал флагманским кораблём флота. 3 марта «Эллада» (Миаулис) совместно с парусно-паровой «Картерией» (Хэстингс) захватили в бухте Оропос (Аттика) два турецких транспорта. Однако сразу после этого командование фрегатом и флотом принял англичанин Томас Кохрейн, приглашённый англофильским правительством Маврокордато. Получив команду над греческим флотом в марте 1827 года, Кохрейн связал своё имя с заговором и убийством греческого военачальника Караискакис и самым большим поражением повстанцев за все годы Освободительной войны Греции 1821—1829 гг. Его попытка реабилитироваться на море, организовав в мае 1828 г. рейд на Александрию, Египет не имела никакого успеха.
.
Миаулис вновь принял командование флотом и флагманом. 30—31 мая 1828 г., командуя фрегатом «Эллада», Миаулис потопил 2 турецких корвета (см. Бой у мыса Баба).

## «Великое преступление»[14]

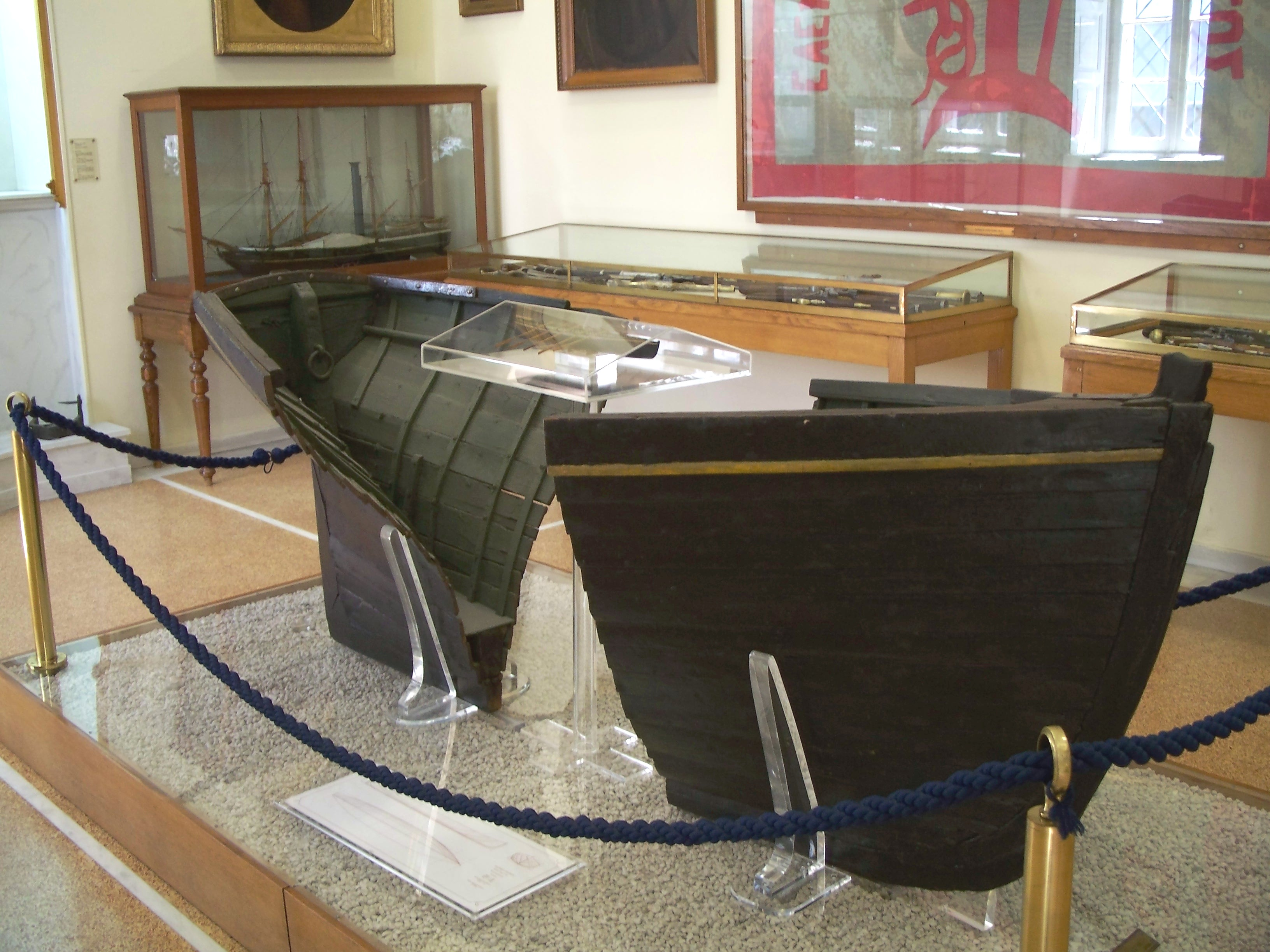
Нос и корма шлюпки фрегата Эллада на которой Миаулис сошёл после взрыва фрегата. Афины, Национальный Исторический музей.

После освобождения остров Порос был выбран базой флота. В ходе политического противостояния правителя Греции Иоанна Каподистрия, кроме прочих, и с судовладельцами острова Идра, Миаулис, как идриот, ушёл в отставку и командование флотом принял Канарис, Константин. В ночь с 14 на 15 июня 1831 г. идриот Криезис, Антониос захватил на Поросе флагман и ещё 3 корабля флота и передал их Миаулису
.
Мятежники были блокированы правительственными войсками и кораблями, при поддержке российской эскадры, которой командовал вице-адмирал Рикорд, Пётр Иванович.
Мятежники отказались сдаться и 27 июля, в ходе 3-часового боя, Миаулис попытался прорвать кольцо блокады. Самые тяжёлые разрушения и потери понесли российский бриг «Телемах», а со стороны мятежников — «Остров Спеце»
.
Миаулис, осознав невозможность прорыва, принял решение взорвать свои корабли. 1 августа 1831 г. Миаулис взорвал фрегат «Элладу». Парусно-паровой «Картериа» был спасён Г.Галацидисом рядовым моряком с острова Миконос, а корвет «Эммануэла» безымянным солдатом, которые вплавь добрались до кораблей и перерезали шнуры, до того как огонь добрался до погребов.
Греция разделилась на 2 лагеря — одни говорили о «великом преступлении», другие — об акте сопротивления деспотизму Каподистрии. Сам Миаулис к старости горько сожалел о содеянном, говоря, что «интриган Маврокордато сумел сделать так, что я сам поджёг свой собственный дом»
.

## Эпилог
Через несколько лет после своего возвращения Контоставлос построил в Афинах роскошный дворец, в котором первоначально поселился король Оттон, а затем в нём обосновались парламент и конгресс, до 1854 года, когда дворец сгорел. Этот факт вызвал в народе подозрения, подорвав репутацию Контоставлоса. Значительная часть населения считала, что деньги на строительство дворца происходят из денег английского займа, выделенных на строительство фрегатов в Америке. В ходу тогда была следующая частушка:

дворец твой Контоставлос

издалека похож

на фрегат американский

оттуда же и деньги тож

В 1835 году Контоставлос был обвинён в коррупции, как в деле фрегатов, так и в деле покупки монетного двора. Решение суда под номером 175 от 3 октября 1835 года обязывало Контоставлоса вернуть 174 000 драхм, что вынудило его уехать в Константинополь. После революции 3 сентября Контоставлос вернулся в Грецию и после повторения суда был оправдан. Греческий историк Тасос Вурнас считает, что Контоставлос был подкуплен американскими судостроителями, чтобы не выполнять условия контракта, и утверждает, что деньги на строительство дворца ведут своё происхождение из скандала фрегатов. Андреас Андреадис, который изучил это дело, считает обвинения в адрес Контоставлоса неоправданными и, напротив, подчёркивает его патриотизм и честность.
Сам Контоставлос издал книгу «О строительстве фрегатов в США и о монетном дворе на Эгине» (Περί των εν Αμερική ναυπηγηθεισών φρεγατών και του εν Αιγίνη νομισματοκοπείου, Пирей, 1855).